# Свєтік
Свєтік — радянський художній фільм 1989 року, знятий на кіностудії «Ялта-фільм».

## Сюжет
Приїхавши в Москву, молода енергійна провінціалка швидко входить до кола книгопродавців. Зачарувавши свого начальника, Свєтік влаштувалася в відділ антикварної літератури. Але незабаром вона сама закохалася, і довірливий бібліоман стає володарем її нерозтраченої енергії.

## У ролях
- Ольга Машная — Світлана, спекулянтка книгами
- Віталій Соломін — Олексій Сергійович Каратигин, працівник історичної бібліотеки
- Ігор Нефьодов — Бабрика
- Олександра Ровенських — Віра, продавчиня книг
- Володимир Сошальський — Микола Степанович
- Катерина Стриженова — Оля
- Геннадій Фролов — Сергій Портнов, лейтенант міліції
- Сергій Скрипкін — Павлик, служка
- Максим Віторган — Валера (роль озвучив Дмитро Полонський)
- Вацлав Дворжецький — отець Василь, священник
- Наталія Дрожжина — колишня дружина Каратиґіна
- Юрій Гусєв — Ігор Михайлович
- Єлизавета Нікіщихіна — працівниця історичної бібліотеки
- Наталія Кустинська — мати Віри
- Олег Бондарєв — Олег, вітчим Віри
- Валентин Голубенко — Славік, підручний Миколи Степановича
- Олексій Золотницький — Кочин
- Микола Погодін — майор, керував взяттям Бабрики і Віри
- Юрій Саранцев — міліціонер
- Вадим Александров — Ажан, підручний Миколи Степановича
- Віктор Махмутов — епізод
- Олег Смирнов — епізод
- Олексій Миронов — старий в книжковому магазині

## Знімальна група
- Режисер — Олег Бондарєв
- Сценарист — Едгар Смирнов
- Оператор — Ігор Мельников
- Композитор — Борис Ричков
- Художник — Олександр Самулекін